# Citofono

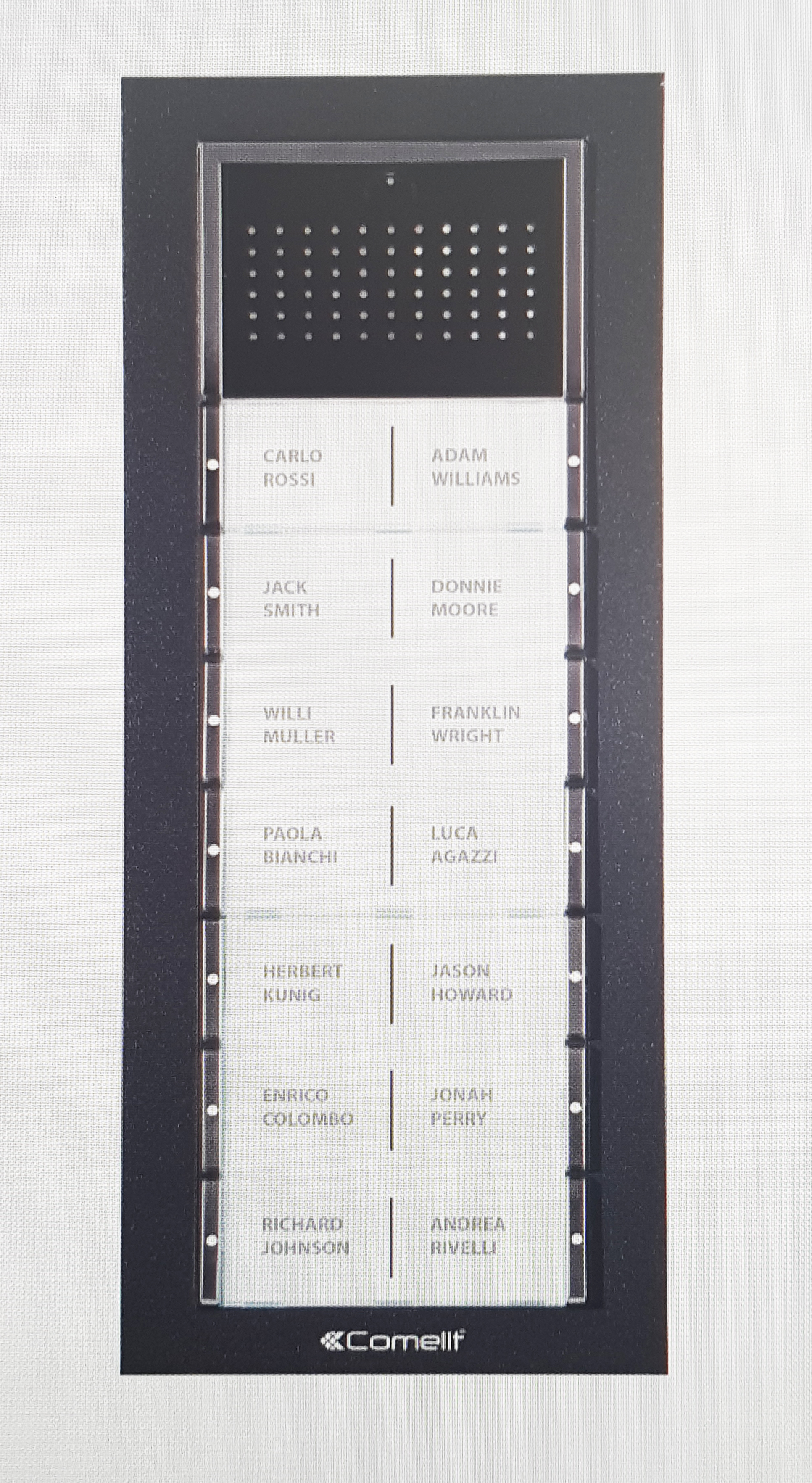
Citofono esterno (posto esterno) analogico

Il citofono è un sistema elettronico che rende possibile la comunicazione tra un posto citofonico interno di un'abitazione con un posto esterno chiamato anche targa a pulsantiera.

## Storia
Leonardo da Vinci studiò, come documentato nel Codice Atlantico, un sistema citofonico da utilizzare nelle fortezze e nei punti di avvistamento per comunicare e molto probabilmente realizzò un prototipo funzionante.
I primi citofoni, installati in alcuni palazzi signorili, risalgono alla prima metà del XX secolo; alcuni di essi sono ancora presenti. Si tratta essenzialmente di condotti in pietra o metallo ricavati nelle pareti, in grado di trasportare il suono. In prossimità dell'ingresso era presente l'imboccatura del condotto (decorata in forma di orecchio nel caso della Casa Sola-Busca a Milano).

## Descrizione
I posti esterni ad oggi possono essere di due tipi: analogici o digitali. I posti esterni analogici, generalmente denominati come tradizionali, sono composti da pulsanti di chiamata, targhe porta nome, un microfono ed un altoparlante. La composizione dei posti esterni digitali è la medesima, ad eccezione dei pulsanti che vengono sostituiti da un modulo di chiamata digitale con display LCD grafico con pulsanti retroilluminati e rubrica contatti integrata, così da potere soddisfare la connessione con elevati numeri di appartamenti o posti interni, senza bisogno di dovere ricorrere a composizioni modulari come nel caso di pulsantiere analogiche. Il posto esterno o targa è connesso tramite dei cavi all'alimentatore e ai posti interni. Il sistema audio esterno si attiva solo nel momento in cui viene sollevata la cornetta (oppure viene azionato il comando di ascolto) in un'unità interna, per disattivarsi dopo un tempo prefissato o quando la cornetta viene posata.
L'unità interna, oltre ad essere dotata di un microfono come quella esterna, permette, oltre che alla comunicazione, la gestione di funzioni accessorie e secondarie come l'apertura di porte e cancelli d'ingresso principali o secondari (es. garage o passo carrabile), accensioni di luci.  
Con l'evoluzione della tecnologia e dei sistemi, ad oggi anche gli impianti si suddividono in analogici e digitali; i primi usano un cablaggio con cavo multi filare usando una tensione generalmente di 12 Volt. Gli impianti digitali usano un cavo BUS, come quello che si usa in domotica, con il vantaggio di essere ampliabili senza limiti di utenze e senza dover apportare tante modifiche all'impianto esistente a patto che sia Bus. Questa tipologia d'impianto, per funzionare, necessita di un programmazione che varia di marca a marca del prodotto installato.

## Funzionamento

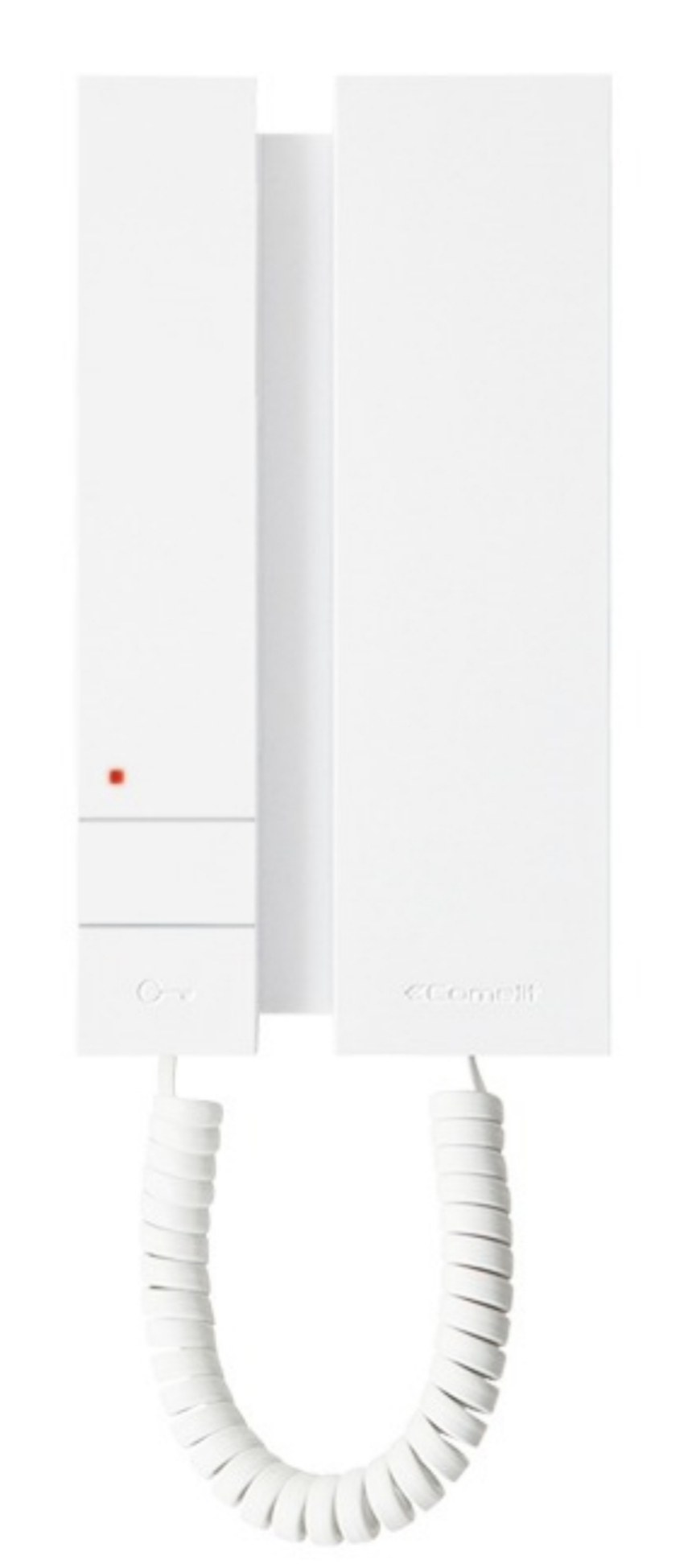
Citofono interno - posto interno

Il principio di funzionamento del citofono è del tutto simile a quello del telefono, tranne per il fatto che non esiste un sistema di selezione. Nell'unità esterna è presente un microfono che trasduce le onde sonore della voce di chi parla in una corrispondente variazione di tensione (forza elettromotrice). La tensione raggiunge un altoparlante nell'unità interna, dove la variazione di tensione è riconvertita in suono. Un circuito identico permette la comunicazione in senso inverso. 
Un impianto citofonico è costituito da cinque sezioni:
- Pulsantiera: raggruppa i pulsanti che permettono di chiamare un interno. Un circuito collega ogni pulsante ad una suoneria presente nell'unità interna corrispondente. Solitamente include anche un sistema di illuminazione interna che consente di leggere le indicazioni a fianco dei pulsanti anche al buio.
- Unità audio esterna: installata in prossimità dell'ingresso, include un altoparlante, un microfono e spesso un amplificatore.
- Unità audio interna: ne è presente una in ogni appartamento, e comprende una cornetta con microfono ed altoparlante, una suoneria, un pulsante per comandare l'apertura della porta e, in alcuni casi, altri pulsanti per comandare altre funzioni.
- Alimentatore: fornisce le tensioni elettriche necessarie al funzionamento del sistema.
- Apriporta: è un sistema di comando (solitamente un relè) che, quando viene premuto l'apposito pulsante situato sull'unità interna, comanda l'apertura della serratura elettrica.

Per impianti comprendenti molti interni è conveniente l'impiego di sistemi citofonici digitali, nei quali, anziché installare un grande numero di pulsanti, che può generare confusione nell'utente, si impiega una tastiera di selezione con display con cui selezionare l'interno digitando un opportuno numero o nome (solitamente in prossimità del citofono è affisso un elenco degli interni con l'indicazione per ognuno di cosa digitare per contattarlo). Il sistema digitale inoltre riduce notevolmente il numero di cavi di collegamento: nel sistema analogico è necessario almeno un filo per collegare la suoneria di ogni interno, mentre nel sistema digitale si trasmette su un doppino telefonico un segnale codificato, che identifica una specifica unità interna, la quale riconosce il codice e attiva la suoneria. Nei sistemi più moderni la coppia di fili può portare in forma digitale anche il segnale audio.
Funzioni accessorie a volte presenti negli impianti sono:
- intercomunicante: permette la conversazione privata tra due interni.
- accensione luci scale: da un pulsante dell'unità interna.
- interfaccia di traslatore telefonico: consente di inviare una chiamata citofonica ad un numero telefonico specifico.